# Viceprezident
Viceprezident je činitel výkonné moci, obvykle zástupce prezidenta, v některých státech se pak jedná o druhou nejvýše postavenou pozici ve vedení organizace či obchodní společnosti.

## Viceprezident jako činitel výkonné moci
Prvotním politickým úkolem viceprezidenta je zastupování prezidenta v situacích, kdy tento nemůže své pravomoci vykonávat. Viceprezident se obvykle stává prezidentem v případě úmrtí, rezignace nebo odvolání prezidenta. Může být volen (spolu s prezidentem nebo samostatně) nebo jmenován. Obvykle je v této funkci pouze jedna osoba. Nejznámější výjimkou je Irsko, kde orgánům provádějícím jeho funkce je tzv. Prezidentská komise. V některých zemích je viceprezident i předsedou obvykle horní komory zákonodárného sboru, jako např. v Argentině, Uruguayi nebo USA. Předseda horní komory zákonodárného sboru je viceprezidentem de facto i v Německu, Polsku a Francii. V Rusku jeho funkce plní předseda vlády.

## Viceprezident jako zástupce obchodní společnosti
V obchodních společnostech používajících tento titul je většinou do funkce viceprezidenta jmenována více než jedna osoba. Každý viceprezident odpovídá za konkrétní oblast působení obchodní společnosti (např. ekonomiku, informatiku, výrobu, výzkum a vývoj apod.). Viceprezidenti jsou obvykle podřízení prezidentovi nebo výkonnému řediteli obchodní společnosti. Jednotliví viceprezidenti nemusí být nutně na stejné hierarchické úrovni. V klasické české firmě můžeme za viceprezidenta považovat náměstka ředitele.

## Etymologický výklad
Latinská předpona vice-, znamenající na místě, tedy na místě prezidenta bývá v češtině nesprávně psána či překládána jako více-, stejně bývá komoleno slovo vicekrál (namísto ustáleného místokrál) či vicepremiér (namísto ustáleného místopředseda vlády).